# Grande Hotel Beira
El Grande Hotel Beira va ser un hotel de luxe situat a la ciutat de Beira a Moçambic, funcional entre els anys 1955 i 1963. Després d'aquest període, es va seguir utilitzant durant la dècada de 1960 com a centre de conferències, així com la seva gran piscina. Durant la Guerra Civil de Moçambic (1977-1992), però, es va convertir en un camp de refugiats. En l'actualitat, l'antic hotel està ocupat per unes 3.500 persones que viuen en condicions precàries. El govern considera traslladar-los amb el temps, però la situació s'arrossega des de fa anys.

## Història
L'hotel va ser inaugurat el 1955, anunciat com el "Orgulho da África", considerat com l'hotel més gran i més sofisticat de tot el continent africà. Però l'edifici tenia només 3 pisos i, segons l'anunci a l' Anuário do Turismo de Ultramar (1959-60), posseïa 122 habitacions. Els seus propietaris van projectar la inclusió d'un casino, però no van aconseguir garantir l'autorització governamental necessària. Malgrat les grans festes i recepcions, com el fastuós casori de Patucha Jardim, filla de Jorge Jardim, un dels secretaris d'António de Oliveira Salazar, es creu que l'hotel mai ha estat rendible, i no va atraure les elits tal com es pretenia inicialment. Així l'hotel va ser tancat ja en la dècada del 1960. Les sales de conferències i piscina van continuar sent usades durant els anys 1960 i encara després la independència en 1975. L'últim esdeveniment realitzat en l'hotel va ser la festa de cap d'any de 1980-81.
Després de la independència, en 1975, el seu soterrani va ser usat com a cel·la per a tancar presos polítics. Alguns membres de la policia i de l'exèrcit van començar a usar el tercer pis com a sala d'estar. Després de 1981, va ser reprès per la població en general. Els nous ocupants van usar el parquet sencer com a combustible. L'edifici no té aigua corrent ni electricitat.

## Avui
El periodista Florian Plavec descriu una visita a l'hotel en un article de juliol de 2006 al Jornal Kurier d'Àustria. Segons el que conta, gairebé tot el que té algun valor a l'hotel ha estat saquejat, inclòs el bany de marbre, les rajoles, terre de fusta, lavabos i banyeres. L'antiga piscina ara serveix com a col·lector d'aigua per rentar la roba, i el bar és usat com a urinari. L'hotel també ha experimentat danys estructurals, ja que els arbres segueixen creixent a les terrasses i cobertes que es desplomen. En el seu estat actual de decadència l'hotel va ser fotografiat pel fotògraf sud-africà Guy Tillim en la seva sèrie "Avenue Patrice Lumumba", en 2007 (publicat per Prestel Verlag) i apareix als documentals rodats en portuguès Língua - Vidas em Português, rodat en 2001 i dirigit per Victor Lopes, i a Hóspedes da Noite de Licínio Azevedo.

## Documentals
- Língua - Vidas em Português (2001) - dirigit per Victor Lopes[2]
- Grande Hotel (2007) - dirigit per Anabela de Saint-Maurice[3]
- Hóspedes da Noite de Licínio Azevedo